# إد موراي (لاعب كرة قاعدة)
إد موراي (بالإنجليزية: Ed Murray) هو لاعب كرة قاعدة أمريكي، ولد في 8 مايو 1895 في مايستيك في الولايات المتحدة، وتوفي في 8 نوفمبر 1970 في شايان في الولايات المتحدة.